# لالما
لالما (به لاتین: Lalma) یک منطقهٔ مسکونی در افغانستان است که در ولایت بامیان واقع شده‌است.